# Burg Neudek

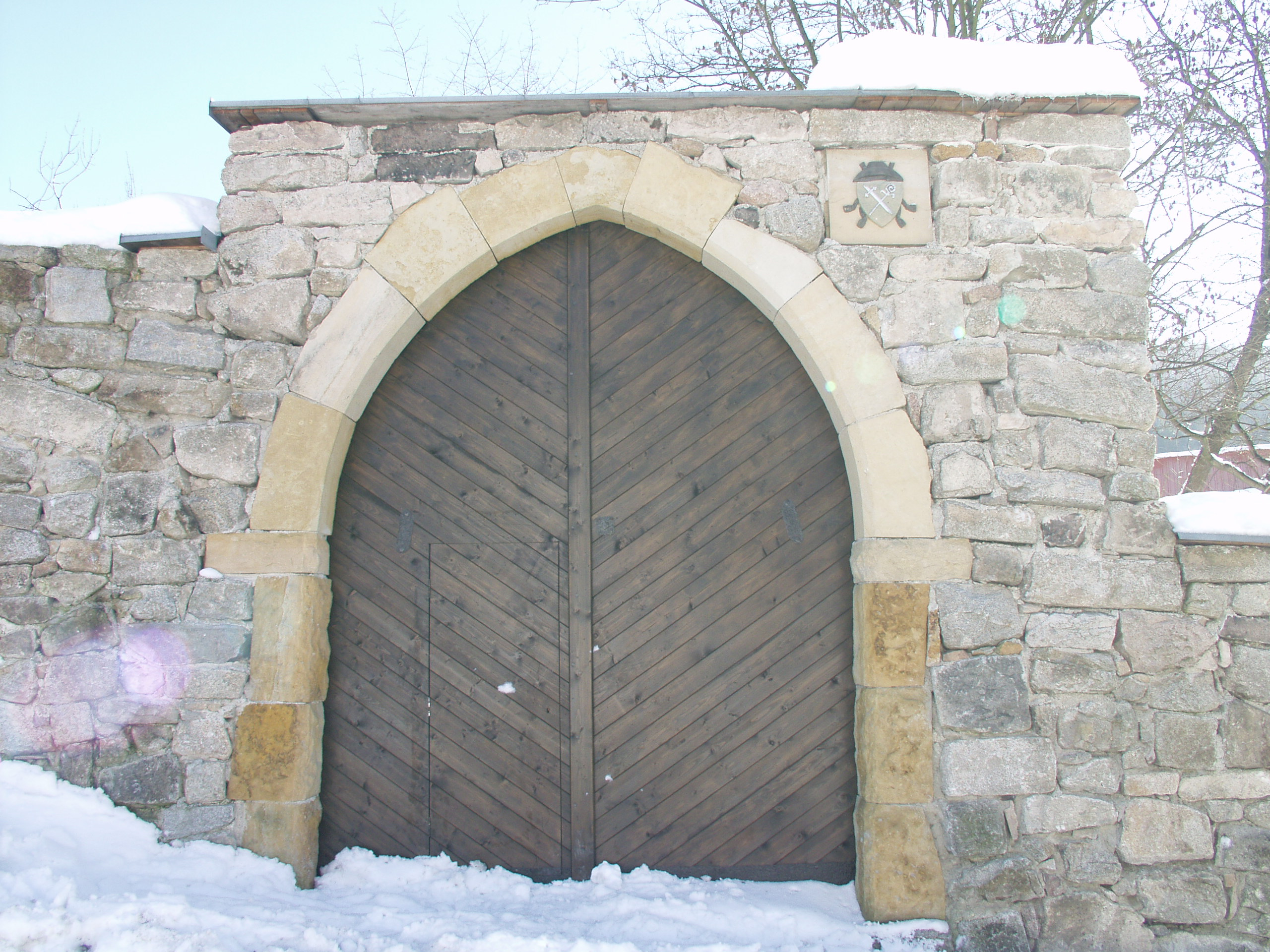
Tor

Die Burg Neudek (tschechisch Zřícenina hradu Nejdek) war eine mittelalterliche Felsenburg im Zentrum der tschechischen Stadt Nejdek (deutsch Neudek) im Erzgebirge. Als letzter Rest ist der romanisch-gotische Turm erhalten, der als Wahrzeichen der Stadt gilt.

## Geschichte

### Burg
Die Anfänge der Burg sind unklar. Hypothesen zufolge, soll die Anlage als herrschaftliche Wehrburg gegen Ende des 13. Jahrhunderts bis Anfang des 14. Jahrhunderts errichtet worden sein. Um die gleiche Zeit ließen sich unterhalb der Burg oberfränkische Zinnseifner nieder. Aus der Ansiedlung ging der Ort Neudek hervor. Laut dem großen Lehensbrief vom 20. September 1341 war der erste belegte Burgbesitzer der Ritter Konrad Plick von Plickenstein. In der Urkunde erhielt sein Sohn Peter Plick alle Güter seines Vaters, darunter das Schloss Neudek, als erbliches Lehen verliehen. Nach mehreren Besitzerwechseln ging die Burg 1446 an die Grafen Schlick über. Im Jahre 1602 veräußerte Graf Stephan Schlick Neudek an Friedrich Colonna Freiherr von Fels. Zu Beginn des Dreißigjährigen Krieges war die Burg auf dem Felsen wohl noch vorhanden und bewohnt. Im Zuge der Gegenreformation gelangte die Herrschaft 1633 an den Grafen Hermann Czernin. Wahrscheinlich veranlasste sein Neffe Graf Humprecht Johann Czernin, das alte Gemäuer wegen Baufälligkeit abzutragen und den Baustoff zur Errichtung des neuen Schlosses in Neudek zu verwenden.

### Turm
Der im Querschnitt trapezförmige Bergfried blieb als einziger Teil der Anlage erhalten und wurde als Glockenturm der nahestehenden Stadtpfarrkirche St. Martin umfunktioniert. Ursprünglich bildete das Dach eine runde Kuppel. Auf diesem stand ein kleiner Turm, in dem die Bergglocke aufgehängt war. Im 18. Jahrhundert wurde ein neuer Eingang in das Erdgeschoss eingebaut. Im Jahre 1786 machte Johann Wolfgang von Goethe auf seiner Reise von Schneeberg nach Karlsbad in Neudek halt. Der Turmfelsen faszinierte ihn so sehr so sehr, dass er ihn zeichnete. Der Turm war bis 1790 von einem Turmwächter bewohnt. Die Wohnstube befand sich auf dem Turm. Sie war durch eine Wasserleitung versorgt die zum Turm hinaufführte. Nach einer Überlieferung soll der Turm so stark geschwankt haben, das sich in der Türmer-Wohnung die Waschschüssel deutlich bewegte. Der schlechte Bauzustand bewirkte das der Wärter und seine Familie auszog. 1831 ist dann die Türmer-Wohnung wegen Einsturzgefahr abgetragen und mit einem neuen Spitzhelm versehen worden.

## Geläut
Die größere, acht Zentner schwere Glocke wurde 1656 auf Anordnung des Humprecht Johann Graf Czernin von Chudenitz gegossen und trägt folgende Inschrift:

„Humprecht Joan. Czernin des heil. römischen Reichs Graf von Chudenitz, Diana Maria Gräfin Czernin, geborene Markgräfin Hipolita v. Catoldo Anno 1656 Gott zu Lob und Maria der Jungfrau zu Ehren ist die Glocke gegossen worden. Georgis de Lanka Profess zu Plass Pfarrer, Balthasar Siegel Hauptmann, Lorenz Leypold, Christoph Wald, Erasmus Pecher, Barth. Leypold Bürgermeister; Benedict Link, Hans Schuster Kirchenvater, Melchior Mathäus Michelin Bürger zu Pilsen, goss mich im Jahre 1656.“

Die zweite kleinere sogenannte Barbaraglocke wurde 1578 im Auftrag der Gräfin Barbara Schlick zum Gedenken an ihren verstorbenen Ehemann gegossen und 1917 eingeschmolzen. Sie trag folgende Inschrift:

„Im 1578 Jahr an Montag vor Jakobi ist in Gott sanftiglich von dieser Welt in das ewige Leben verschieden der wohlgeborene Herr Christoph der ältere Schlick Graf zu Passaum, Herr zu Weisskirchen, Elbogen und Neudek, der von seinem und der wohlgeborenen Frau Barbara Schlick, Gräfin, ein geboren von Maschau und Kolovrat und seiner geliebten Gemahlin befohlen, diese Glocke zu der Kirche in der Bergstadt Neudek zu seiner gnaden Gedenken gießen lassen. Geschehen durch den ehrsamen und wohlbenamten Brickcium Glockengießer von Zinnberg in der neunen Stadt Prag im 1579 Jahr.“